# 마쓰시타 사부로
마쓰시타 사부로(일본어: 松下 三郎, 1935년 9월 1일 ~ 2020년 4월 19일)는 일본의 유도 선수이다. 가고시마현 히오키군(지금의 히오키시)에서 태어났다. 히오키 시립 후키아게 중학교에서 선배의 권유로 유도를 시작했다. 가고시마 상업고등학교 재학 중에는 현 대회와 인터하이 등에 참가했다. 니혼 대학에 진학한 뒤에는 전일본 학생 유도 선수권 대회에서 두차례 우승했다. 1957년 BBC 일본어 부장의 초대로 영국 유학을 했다. 1958년 귀국하여 니혼 대학 경제학부 상업학과를 졸업했다. 동시에 선수에서 은퇴해 지도자를 하였다. 니혼 대학 교수, 전일본 유도 연맹 부회장, 일본 올림픽 위원회 이사, 고도칸 이사 등을 맡았다. 2020년 4월 15일 코로나19 의심 증상이 악화되어 가나가와현의 의료 기관에 입원하여 이튿인 16일 코로나19 양성 판정을 받았다. 19일 폐렴으로 사망하였다.